# Siklós
Siklós (em croata:   Šikloš; em sérvio:   Шиклош) é uma cidade da Hungria, situada no condado de Baranya. Tem 50,92 km² de área e sua população em 2019 foi estimada em 8.912 habitantes.